# Parakanan
I Parakanan  sono un gruppo etnico del Brasile con una popolazione stimata in 900 individui nel 2004 (Funasa).

## Lingua
Parlano la lingua parakanã (codice ISO 639-3 pak) che appartiene alle lingue tupi-guaraní, lingua simile a quella dei gruppi Tapirapé, Ava Canoeiro, Asurini do Tocantins, Guajajara e Tembe. I Parakanã si auto-definiscono awaeté, che significa "vero popolo (gli umani)", in opposizione al termine akwawa, utilizzato per indicare gli stranieri.
Tra le altre denominazioni utilizzate per indicare i Parakanan vi sono quelle di altri gruppi etnici come gli Xikrin del fiume Bacajá (sottogruppo dei Kayapó) che li chiamano Akokakore o gli Araweté che li identificano con i termini ''Auim ("nemico"), Iriwä pepa yã ("signori delle piume di avvoltoio") o Iriwa ã ("mangiatori di piume di avvoltoio", utilizzato in senso dispregiativo).

## Insediamenti
Vivono nello stato brasiliano del Pará, divisi in due ceppi, quello occidentale e quello orientale, classificazione non distinguibile dai territori in cui sono stanziati ma dovuta ad una divisione interna avvenuta alla fine del XIX secolo. Circa 600 Parakanan sono stanziati nel territorio indigeno Parakanã (351.000 ettari), localizzato nel bacino del fiume Tocantins, nei comuni di Repartimento, Jacundá e Itupiranga. Altri 300 circa vivono nel territorio indigeno di Apyterewa (773.000 ettari), situato nel bacino del fiume Xingu, nei comuni di Altamira e di São Félix do Xingu, in cui sono stanziati solo Parakanan appartenenti al gruppo occidentale. Questo secondo territorio è invaso regolarmente da taglialegna, contadini, coloni e cercatori d'oro.